# Баритон-саксофон
Баритон-саксофон — саксофон баритонового регистра, среднего между регистрами тенор-саксофона и бас-саксофона. Часто используется в академической музыке, джазе и военной, преимущественно маршевой музыке.

## Особенности звучания и строения
Баритоновый саксофон имеет выразительный густой, хриплый звук. Его диапазон — около 2,5 октав, строй — ми-бемоль. В верхних регистрах инструмент звучит сдавленно, наиболее качественное звукоизвлечение происходит в среднем и нижнем регистрах. В оркестрах и ансамблях, как правило, его применяют для исполнения басовых партий, но инструмент вполне подходит и для сольной игры, так что некоторые саксофонисты предпочитают его другим представителям семейства. Доступно исполнение композиций кантиленного характера, гамм, арпеджио и беглых пассажей.
Баритон-саксофон состоит из нескольких частей:
- раструб;
- корпус;
- эска.

На эске закрепляется мундштук, к нему с помощью лигатуры крепится трость. Помимо обычных клавиш на инструменте существуют и специальные большие клавиши, которые приоткрывают для воспроизведения самых низких нот. На корпусе есть подпорка для большого пальца и кольцо для ремня, который поддерживает вес инструмента.

## Использование

### В классической музыке
Баритон-саксофон является стандартным инструментом в составе оркестра и саксофонного квартета.
Известные композиции, в которых прописаны партии баритонового саксофона:
- Рихард Штраус — Домашняя симфония;
- Бела Барток — балет Деревянный принц;
- Чарлз Айвз — Симфония № 4;
- Джордж Гершвин — «Рапсодия в стиле блюз»;
- Карлхайнц Штокхаузен — Gruppen;
- Филипп Гласс — Концерт для квартета саксофонов и камерного оркестра.

### В джазовой музыке

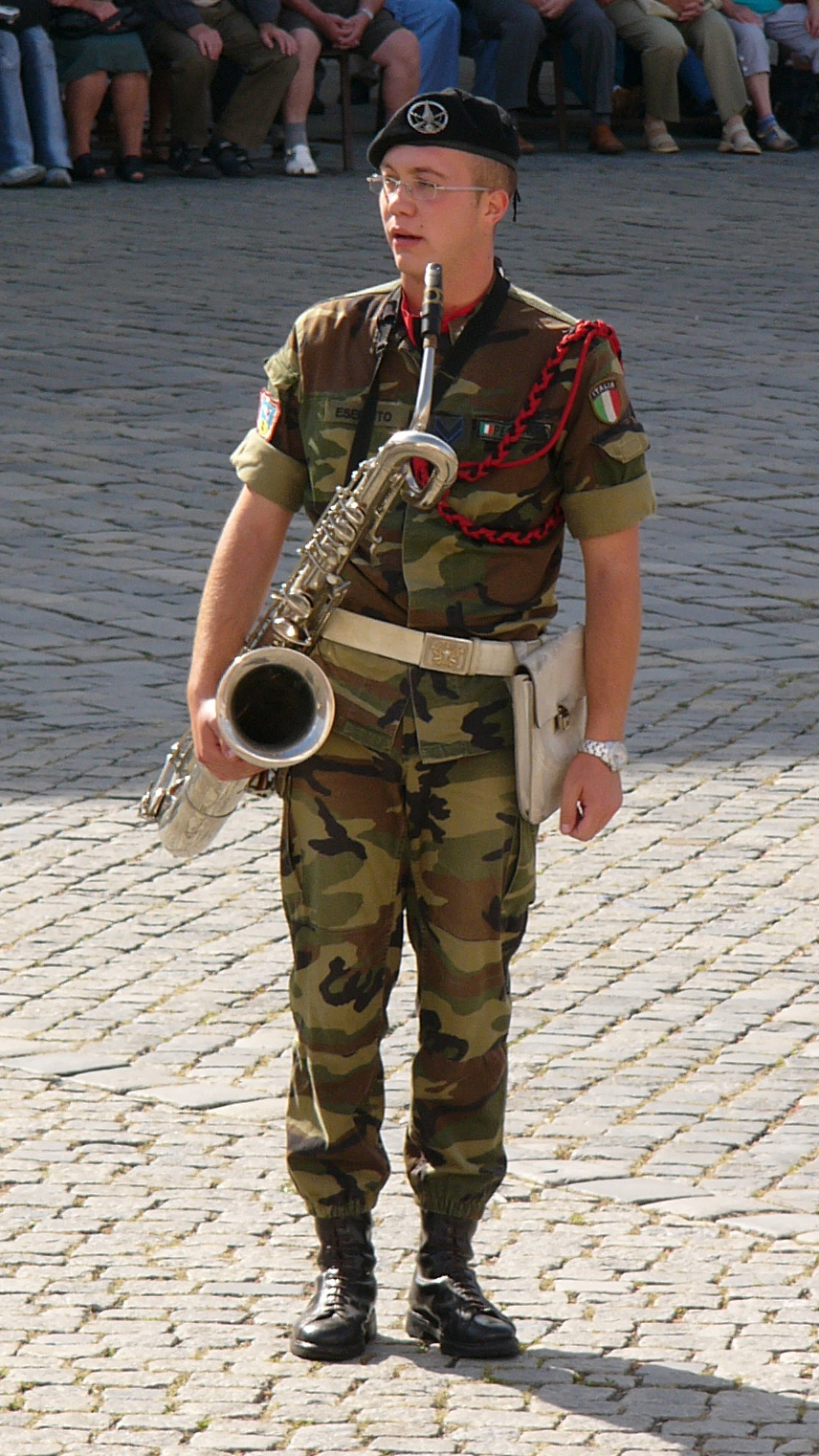
Баритон-саксофонист в составе оркестра итальянской армии

Особенно популярен баритоновый саксофон в джазе, он присутствует в стандартном составе биг-бенда (до 1940 годов также активно применялся и басовый саксофон). Одним из пионеров джаза, который использовал баритон-саксофон как основной инструмент, был Гарри Керни, участник биг-бенда Дюка Эллингтона. Наиболее известным джазовым баритон-саксофонистом считается Джерри Маллиган.
Известные баритон-саксофонисты:
- Джон Серман;
- Сесил Пэйн;
- Пеппер Адамс;
- Скотт Робинсон;
- Джеймс Картер;
- Серж Халов;
- Джо Темперли;
- Ронни Кубер.

Среди российских баритон-саксофонистов известны солист джазового камерного оркестра им. О. Лундстрема Роман Секачёв, Алексей Канев из группы «Ленинград», Александр Метлов, а также Елена Филиппова, игравшая в «Неприкасаемых».
В группе нигерийского музыканта Фелы Кути играют два баритон-саксофониста.
В музыкальной группе Too Many Zooz, обозначающей свой стиль как «Brass house» (экспериментальный джаз) на баритон-саксофоне играет Лео Пеллегрино.

### Использование в других музыкальных жанрах и направлениях
Баритон-саксофон также активно применяется в военной музыке, фанке, блюзе, соуле, роке, латиноамериканской музыке